# Calypso (Carolina del Nord)
Calypso è un comune degli Stati Uniti d'America, situato in Carolina del Nord, nella contea di Duplin.